# Simalia oenpelliensis
Simalia oenpelliensis är en ormart som beskrevs av Gow 1977. Simalia oenpelliensis ingår i släktet Simalia och familjen pytonormar. Inga underarter finns listade i Catalogue of Life.
Arten förekommer i Northern Territory i Australien. Honor lägger ägg.